# Drumoly
Drumoly (németül Drumling) Városszalónak településrésze, egykor önálló község  Ausztriában Burgenland tartományban a Felsőőri járásban.

## Fekvése
Felsőőrtől 4 km-re északkeletre fekszik.

## Története
A régészeti leletek tanúsága szerint területén már a bronzkorban éltek emberek. Határából az i. e. 1600 körüli időre, a középső bronzkorra datálható amfóratöredékek kerültek elő, melyek a közeli velem-szentvidi antimonbronz tárgyakkal mutatnak rokonságot. Számos a latén kultúrához köthető vaskori cseréptöredék került elő a Tauchenbach völgyéből is az i. e. 2. századból. Ebben a korban már intenzív vasércbányászat folyt a Drumoly és Ószalónak közötti hegyekben.
1514-ben vámszedőhelyet említenek a településen. 1532-ben elpusztították a Kőszeg várát ostromló török sereg segédhadai. Lakói 1580 körül evangélikusok lettek. 1622-ben Bethlen Gábor serege pusztította. A források 1795-ben tesznek először említést az itteni tanítóról. Evangélikus imaháza és iskolája 1855-1856-ban épült.
Vályi András szerint "DRUMOLY. Drumling. Német falu Vas Vármegyében, földes Ura Gróf Battyáni Uraság, lakosai katolikusok, fekszik Szalonakhoz mintegy fél mértföldnyire, határja közép termékenységű, tulajdonságai hasonlók Cseke falujáéhoz, második Osztálybéli."
Fényes Elek szerint "Drumoly, (Drumling), német falu, Vas vmgyében, a szalónaki uradalomban, 250 evang., 40 kath. lak., hegyes, sovány határral."
Vas vármegye monográfiája szerint "Drumoly, 49 házzal és 319 németajkú, r. kath. és ág. ev. vallású lakossal. Postája és távírója Szalónak. A község határában gazdag tartalmu kőbánya van."
Önkéntes tűzoltóegyletét 1903-ban alapították.
1910-ben 265, túlnyomóan német lakosa volt. A trianoni békeszerződésig Vas vármegye Felsőőri járásához tartozott. 1968-ban árvíz pusztított a településen. 1971-ben közigazgatásilag Városszalónakhoz csatolták.

## Nevezetességei
1973-ban népdalkör alakult a településen.

## Külső hivatkozások
- Városszalónak hivatalos oldala